# Vaterländischer Verlag F. u. W. Schneider
Der Vaterländische Verlag F. und W. Schneider war ein kleiner deutschnationaler Verlag in Halle an der Saale in den 1920er und 1930er Jahren.

## Geschichte
Der Vaterländische Verlag bestand seit spätestens 1926 in Halle. Es gab möglicherweise einen Vorgängerverlag mit einem anderen Namen. Inhaber war Fritz Schneider.
Der Verlag gab vor allem Schriften des Stahlhelms, des Bundes Königin Luise und für die Deutschnationale Volkspartei heraus. 1932 unterstützte er Theodor Duesterbergs Kandidatur zum Reichspräsidenten.
1935 wurden alle Zeitschriften eingestellt, wahrscheinlich wegen der Gleichschaltung der Organisationen. Danach sind keine Veröffentlichungen mehr bekannt.

## Publikationen
Zeitschriften
- Friedrich der Große (Fridericus rex). Ein vaterländisches Jahrbuch, 1926–1935, Herausgeber Hermann Oesterwitz
- Bund Königin Luise, 1926–1935, Bundes-Zeitung, Wochenzeitung[2]
- Das Nesthäkchen, 1926–nach 1929, wahrscheinlich Kinderzeitung des Luisenbundes
- Deutsche Kleidung, 1926–nach 1929, wahrscheinlich des Luisenbundes

Weitere Publikationen
- Deutsche Frauen studieren den Faschismus und werden von Mussolini empfangen, 1933, über Besuch einer Gruppe des Luisenbundes in Italien

- Flugblätter mit Aufrufen der Deutschnationalen Volkspartei und des Stahlhelmes